# Malacoangelia similis
Malacoangelia similis är en kvalsterart som beskrevs av Anurup Kumar Sarkar och Subías 1982. Malacoangelia similis ingår i släktet Malacoangelia och familjen Hypochthoniidae. Inga underarter finns listade i Catalogue of Life.